# Yerba Buena (Tucumán)

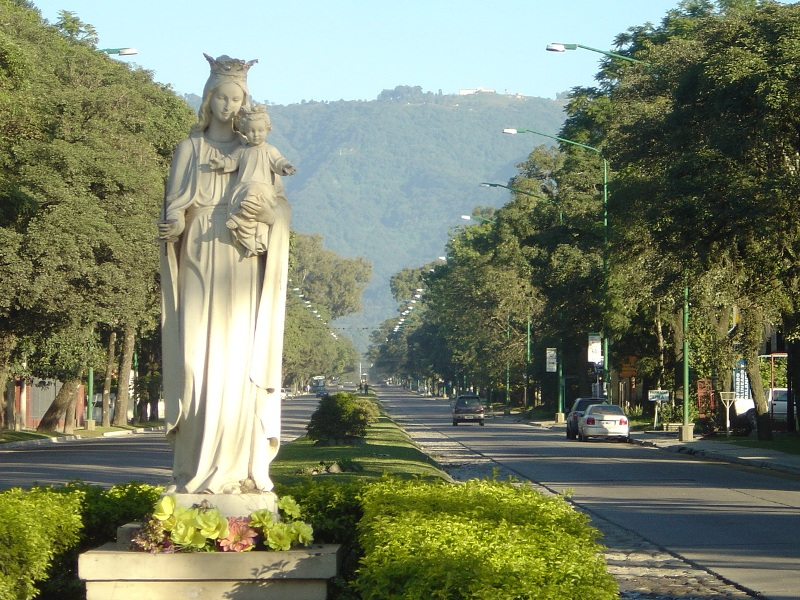
Skulptur des Cristo Redentor

Yerba Buena ist die Hauptstadt des gleichnamigen Departamento Yerba Buena in der Provinz Tucumán im Nordwesten Argentiniens. Sie liegt westlich der Provinzhauptstadt San Miguel de Tucumán und bildet zusammen mit ihr den Ballungsraum Gran San Miguel de Tucumán.

## Bevölkerung
Gemäß dem Zensus von 2001 (INDEC) hat Yerba Buena 50.783 Einwohner. Die Stadt ist im Wesentlichen eine Wohnstadt der Mittelklasse und Oberschicht. Villen, geschlossene Viertel und private Clubsiedlungen (sogenannte Countries) herrschen vor. Daneben gibt es allerdings auch Stadtviertel mit Slumcharakter.

## Geschichte
In der Zeit vor der Eroberung durch die Spanier war Yerba Buena bewohnt von den Völkern der Lules und Tafí. Mit der Kolonisierung kamen die Jesuiten, die Reducciones gründeten, aus denen wiederum Estancias entstanden, die den Grundstein für die landwirtschaftliche Entwicklung legten.

## Wirtschaft
In Yerba Buena befinden sich die Studios des Fernsehsenders Canal 10. Passend zu den vorherrschenden Bevölkerungsschichten hat sich entlang der Avenida Aconquija ein reges Geschäftsleben mit gehobenen Konsumwaren und einer abwechslungsreichen Gastronomie entwickelt.

## Bildungswesen
In Yerba Buena hat die Escuela de Agricultura y Sacarotecnia der Universidad Nacional de Tucumán (UNT) ihren Sitz. Im nördlichen Teil der Stadt befindet sich zurzeit ein weiterer Campus der Universidad del Norte Tomás de Aquino im Bau, einer privaten Universität mit Hauptsitz in San Miguel de Tucumán.

## Sport
- Club Tucumán Rugby
- Aero Club Tucumán

## Sehenswertes
- Cerro San Javier. Über die Avenida Aconquija erreicht man 25 Kilometer vor der Stadt den Gipfel de Cerro San Javier, auf dem die Skulptur des Cristo Redentor des Bildhauers Juan Carlos Iramain steht.

## Selva de Yungas
Bis 1900 war Yerba Buena ein dichter Urwald aus Tipa- und Pacará-Bäumen, wie man ihn im Percy-Hill-Park bewundern kann. Diese Art Wald ist Teil des Aufbaus der Yunga-Vegetation, der sich aus folgenden Arten (in spanischer Bezeichnung) zusammensetzt: Arrayán, Cedro, Guarán, Horco, Molle, Lapacho, Laurel, Mato, Nogal, Pacará, Tarco und Tipa.